# Kebun Jayanti
Kebun Jayanti is een bestuurslaag in het regentschap Kota Bandung van de provincie West-Java, Indonesië. Kebun Jayanti telt 12.655 inwoners (volkstelling 2010).